# Триумфы
«Триумфы» (итал. I Trionfi) — поэма Ф. Петрарки. Написана на итальянском языке терцинами. Текст поэмы представляет в аллегорическом ключе человеческую жизнь, борьбу против страстей и мимолётность человеческого бытия.

## Краткая характеристика
Оригинальный манускрипт находится в Риккардианской библиотеке Флоренции.

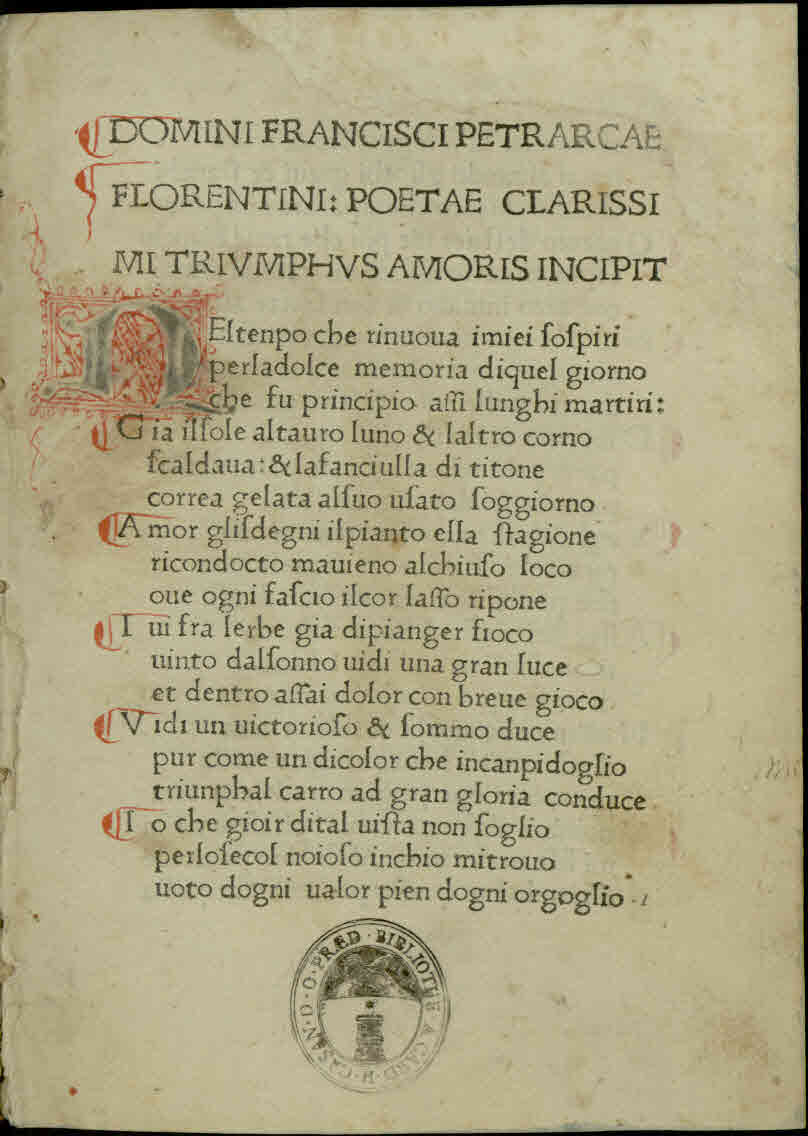
Trionfi, 1473

В поэме Петрарка изложил свою духовную автобиографию в виде череды символических циклов, заканчивающихся победами, соответственно:
1. Триумф Любви
2. Триумф Целомудрия
3. Триумф Смерти
4. Триумф Славы
5. Триумф Времени
6. Триумф Вечности

Все понятия так или иначе персонифицированы: любовь представлена в виде нагого юноши, вооружённого луком со стрелами, целомудрие в виде Лауры, смерть в виде женщины в чёрном, время в виде Солнца, слава в виде вереницы исторических персон во главе с Платоном, вечность в виде Богочеловека. Персоны-понятия по очереди проходят мимо поэта в триумфальном шествии. Задача поэмы — показ бренных и благих сторон человеческого существования, чтобы в конце концов превознести преимущества небесной жизни.

## Содержание
| Рус.              | Лат.                  | Итал.                      | Илл. | Содержание | Иконография |
| ----------------- | --------------------- | -------------------------- | ---- | --- | --- |
| Триумф Любви      | Triumphus Cupidinis   | Il Trionfo d’Amore         |      | В один весенний день поэт засыпает в Воклюзе и ему снится сон, в котором на триумфальной колеснице появляется олицетворение Любви, со свитой побежденных ею. Поэт вливается в их ряды и видит множество знаменитых исторических, литературных, мифологических, библейских персонажей, поэтов и трубадуров, которым страсть принесла только боль и страдание. В шествии он разговаривает с различными персонажами и в конце отправляется на Кипр, где родилась Венера. | Любовь, олицетворяемая Купидоном с луком, стоит в триумфальной колеснице, из которой вырываются языки пламени. Повозку окружают влюбленные. |
| Триумф Целомудрия | Triumphus Pudicitie   | Il Trionfo della Pudicizia |      | Здесь главной героиней является Лаура, которая освобождает из шествия Любви многих знаменитых женщин древности, например, Дидону. Это шествие устремляет своё движение в Рим, в храм Патрицианского Целомудрия. | Целомудрие, персонифицируемое фигурой прекрасной Лауры, сидит в колеснице. В руках у неё может быть щит, который защитил её от стрел. Побежденный Купидон, связанный как пленник, может сидеть ниже её или идти впереди. Колесницу, запряженную единорогами, окружают женщины, посвятившие себя целомудрию. Перед ней несут штандарт, на котором изображен горностай — ещё одно животное, символизирующее чистоту. У ног может резвиться собака, прекратившая охоту на зайца — символы любви и похотливости. |
| Триумф Смерти     | Triumphus Mortis      | Il Trionfo della Morte     |      | Поэт воскрешает в своей памяти усопших героев и исчезнувшие народы и вспоминает (в одном из самых красивых мест поэмы) о смерти Лауры. Смерть, которая приглашает Лауру присоединиться к нескончаемой веренице усопших — дама в черных одеждах, не сидит ни на лошади, ни на колеснице (в живописи образ изменился). | Смерть изображается в виде скелета, размахивающего косой. Вокруг лежат тела. Скелет мог быть заменен изображением трех парок или по крайней мере одной из них — Атропос. В её повозку запряжены черные быки. Могут присутствовать демоны, которые хватают осужденных, и ангелы, которые уносят избранных. |
| Триумф Славы      | Triumphus Fame        | Il Trionfo della Fama      |      | Описывается шествие знаменитых людей древности — королей, поэтов, философов, кондотьеров и т. д. | Слава держит в правой реке меч (символ верховной власти), а в левой — маленькую фигурку Купидона. Она может стоять на глобусе с крылатыми трубами или сидеть на троне. В руке также может быть скипетр — олицетворение яблока раздора из «Любовного видения» Боккаччо. |
| Триумф Времени    | Triumphus Temporis    | Il Trionfo del Tempo       |      | Поэт размышляет о самом себе, творя трогательные грустные стихи о мимолетности вещей. | Время (Хронос) изображается как усталый старик, опирающийся на костыль. Его повозка запряжена оленями. |
| Триумф Вечности   | Triumphus Eternitatis | Il Trionfo dell’Eternità   |      | Рассказывается об обретении покоя в Боге. | Вечность изображается фигурой Бога в небесах и ангельскими хорами. |

## Рецепция
Поэму хвалят за живое погружение поэта в свои чувства и высокий уровень лиризма в некоторых фрагментах; ругают же за жесткость повествования, длинные перечисления персонажей и тяжеловатость, которые подчас уменьшают впечатление от произведения.
Литературная энциклопедия пишет: «страстное искание синтеза, примирения противоречий, побуждает Петрарку в конце жизни вернуться вспять, к старой поэтической традиции. Он обращается от „низменного“ жанра любовной лирики к „высокому“ жанру морально-аллегорической поэмы в манере Данте и его подражателей. В 1356 году он начинает поэму в терцинах „Триумфы“, в которой пытается связать апофеоз Лауры, воплощения чистоты и святости, с изображением судеб человечества. Но для буржуазии второй половины XIV в. такая ученая и аллегорическая поэзия являлась пройденным этапом, и замысел Петрарки не увенчался успехом.».

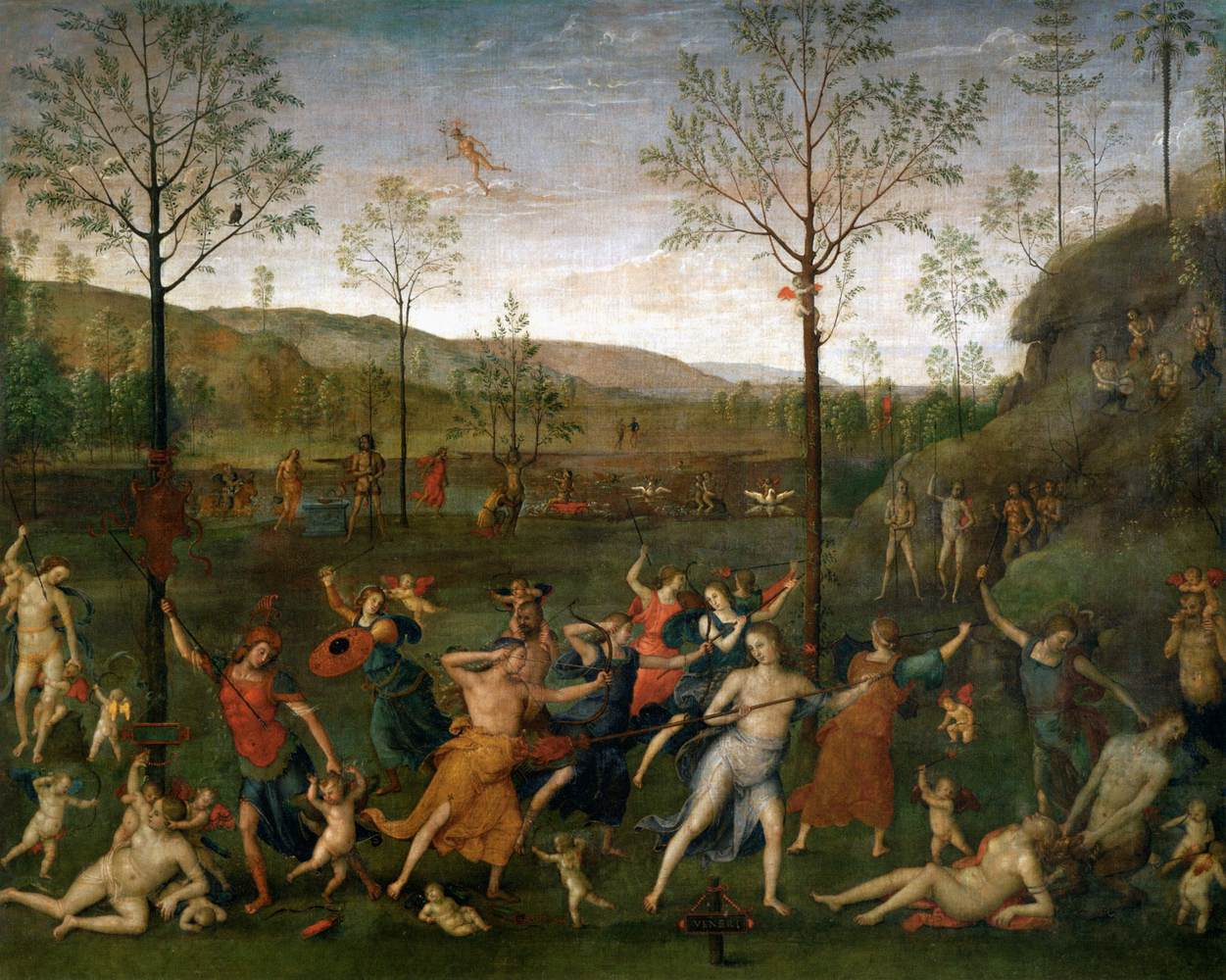
Перуджино. Битва Любви и Целомудрия. 1505. Холст, темпера. Лувр, Париж

Тема колесницы, в которой сидит персонификация, собственно в тексте возникает только в «Триумфе Любви». Иллюстраторы же поэмы «усадили» в повозки и всех остальных. «Это нововведение, возродившее римскую традицию императорских триумфов, имело успех».
Тема Триумфов в различной трактовке (например, как «Триумф Венеры») была одной из популярнейших в Европе. Иконография многочисленных произведений восходит к тексту Петрарки, благодаря силе и многоплановости описаний, множеству аллегорий и символических образов. К этой теме обращались Пезеллино, Лоренцо Коста, Синьорелли, Скеджа, Якопо дель Селлайо, Перуджино, и т. д., а также более поздние рокайльные и барочные художники.
Самой популярной частью был «Триумф любви». Особенно часто сюжет использовали в Тоскане, где он шел на оформление подносов и кассоне (мастерская Аполлонио ди Джованни, Либерале да Верона). На втором месте стоял «Триумф Целомудрия», который мог принимать такие формы, как «Битва Любви и Целомудрия» или «Похороны Амура».

## Издания оригинала и переводы
- Триумфы. Инкунабула 1473 года
- Триумфы. Современная цифровая расшифровка текста
- Петрарка. Триумфы / Пер. с итал. В. Б. Микушевича. — М.: Время, 2000. — 253.: ил. — (Триумфы). ISBN 5-94117-007-6